# 九鉄工業
九鉄工業株式会社（きゅうてつこうぎょう）は福岡県北九州市門司区に本社を置く建設会社である。九州旅客鉄道（JR九州）の中間持株会社JR九州建設グループホールディングス傘下。

## 概要
創業時の経緯から鉄道関係の工事を得意としており、土木工事が全売り上げの52.9%（2006年）を占めている。特に関わりの深いJR九州は、同社の親会社（間接所有）であり、公共工事とJR発注の工事で全体の76.9%（2006年）を占める。
鉄道建設および保線をはじめとする線路メンテナンス事業に強みを持ち、土木、建築、線路の3つの部門を事業の柱としている。

## 事業所
- 本社/北九州支店 - 福岡県北九州市門司区小森江3丁目12番10号
- 福岡本社/福岡支店 - 福岡県福岡市博多区博多駅南6丁目3番1号
- 佐世保支店 - 長崎県佐世保市
- 熊本支店 - 熊本県熊本市西区
- 鹿児島支店 - 鹿児島県鹿児島市
- 大分支店 - 大分県大分市
- 東京支店 - 東京都千代田区

## 沿革
- 1942年（昭和17年）9月 - 門鉄工業株式会社創立、本社：福岡県門司市（現・北九州市門司区）、支店：門司・鳥栖・長崎・熊本・鹿児島・大分
- 1953年（昭和28年） - 九鉄工業株式会社に社名変更。
- 1989年（平成元年） - JR九州が資本参加。
- 1999年（平成11年）12月 - ISO9001認証取得。
- 2003年（平成15年） - JR九州による株式買い増しにより、JR九州の連結決算対象となる。
- 2004年（平成16年）3月 - ISO14001認証取得。
- 2022年（令和4年）- JR九州の100%子会社となる。
- 2023年（令和5年）7月3日 - JR九州の建設セグメント5社の共同株式移転により、中間持株会社「JR九州建設グループホールディングス」を設立し、その子会社となる[2]。

## 主な施工実績
線路
- 九州新幹線鹿児島ルート
- 福岡市地下鉄七隈線

建築
- 関門海峡ミュージアム
- 九州鉄道記念館
- 川内駅
- 九大学研都市駅
- 日向市駅
- 門司駅
- 福岡銀行戸畑支店

## 関連事業
- 九鉄ジェイライフ